# Um Relatório para a Academia

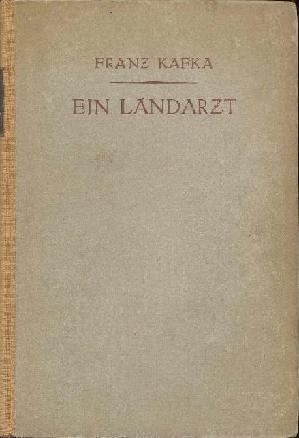
Primeira edição de "Um Médico Rural" (1919)

Um Relatório para a Academia (em alemão: Ein Bericht für eine Akademie) é um conto de Franz Kafka, escrito e publicado em 1917.
Na história, um macaco chamado Peter, que aprendeu a se comportar como um ser humano, apresenta para a academia a história de como ele conseguiu sua transformação. A história foi publicada pela primeira vez por Martin Buber na revista mensal Der Jude, juntamente com outro contos de Franz Kafka. 
O conto apareceu novamente em 1919 agora como parte de uma coletânea intitulada Um Médico Rural (Ein Landarzt).